# آسمان‌خراش (فیلم ۲۰۱۱)
آسمان‌خراش (دانمارکی: Skyskraber) فیلمی در ژانر درام است که در سال ۲۰۱۱ منتشر شد.